# 허옥경
허옥경(許鈺卿, 1958년 5월 15일~)은 대한민국의 정치인이다. 부산 해운대구청장을 역임했으며, 전.한국과학재단 감사였다. 현재는 서울대학교 객원교수로서 <서울대_통일한반도인프라센터>의 부소장이다. 경상남도 함양군 출신이다.

## 학력
- 수영초등학교 졸업(1970년)
- 경남여자중학교 졸업(1973년)
- 경남여자고등학교(1974년 3월~1977년 2월)
- 이화여자대학교 수학과(1977년 3월~1981년 2월)
- 미국 위스콘신 대학교 대학원 식물유전학(박사,1989년~1993년)

## 경력
- 부산광역시청 정책개발실 환경분야 연구위원.환경정책부장.기획연구팀장(1997년~2002년)
- 부산정책개발포럼 공동회장(2002년)
- 부산시_정책개발실 실장
- <지방의제21 전국협의회> 자문위원(기획 및 자문)
- ICLEI(국제지자체환경협의체) 실무위원(아태지역대표)
- (미)위스콘신대 한국동창회 생명공학분과위원장
- 일본 게이오대(慶應義塾大) 방문학자(국제관계연구)
- 국제해사기구(IMO)/유엔개발계획(UNDP)/지구환경기금(GEF) 동아시아해양환경프로그램 시니어펠로우
- 연세대학교 연구교수.객원교수
- 제13대 부산 해운대구청장(민선3기, 부산의 민선3기 최초 여성기초단체장)
- 2004.03.12 한나라당 탈당 및 열린우리당 입당
- 서울대학교 객원교수;서울대_통일한반도인프라센터 부소장

## 역대 선거 결과
| 실시년도 | 선거      | 대수 | 직책   | 선거구        | 정당     | 득표수   | 득표율          | 순위 | 당락 | 비고 |
| -------- | --------- | ---- | ------ | ------------- | -------- | -------- | --------------- | ---- | ---- | ---- |
| 2002년   | 지방 선거 | 13대 | 구청장 | 부산 해운대구 | 한나라당 | 56,744표 | \| \| 53.95% \| | 1위  |      | 초선 |
|          | 53.95%    |      |        |               |          |          |                 |      |      |      |

| 전임 서병수 (권한대행)정영석 | 제13대 부산광역시 해운대구청장 2002년 7월 1일~2003년 12월 17일 | 후임 (권한대행)임평열 (재보궐)배덕광 |